# ウルフ・シルマー
ウルフ・シルマー（Ulf Schirmer, 1959年 - ）は、ドイツの指揮者。現代を代表するカペルマイスターと言われる。

## 略歴
ドイツ、ニーダーザクセン州エッシェンハウゼンの生まれ。ブレーメンの高等学校と音楽学校で、ピアノ及び音楽理論を学ぶ。
ハンブルク音楽大学で、ホルスト・シュタイン、クリストフ・フォン・ドホナーニ、ジェルジュ・リゲティなどに師事する。
1980年、マンハイム国民劇場で最初に仕事をしたのを皮切りに、その後、ウィーン国立歌劇場でロリン・マゼールのアシスタントを務める。
1988年から1991年まで、ヴィースバーデンで音楽監督の任に就き、ヘッセン州立歌劇場でオーケストラのコンサートを担当する芸術監督を務めた。
1991年、ウィーン国立歌劇場の常任指揮者に就任、その翌年からは同歌劇場のコンサルタントも兼任した。
1995年から1998年までの間、デンマーク放送交響楽団の首席指揮者を務めた。
2006年から2017年までミュンヘン放送管弦楽団で芸術監督を務め、2009年8月にはライプツィヒ歌劇場の音楽監督に就任した。2017年に契約を延長した後、2022年で歌劇場のポストを退いている。
ブレゲンツ音楽祭、ウィーン国立歌劇場、ザルツブルク音楽祭、グラーツ歌劇場、パリ・オペラ座、ミラノ・スカラ座、ベルリン・ドイツ・オペラ、ドレスデン国立歌劇場などに頻繁に客演している。コンサートでは、ウィーン・フィルハーモニー管弦楽団、ベルリン・フィルハーモニー管弦楽団、ウィーン交響楽団、バンベルク交響楽団、ドレスデン・シュターツカペレ、スイス・ロマンド管弦楽団などを指揮。

## レパートリー
クリスチャン・ティーレマン、フランツ・ウェルザー＝メスト、インゴ・メッツマッハー、準・メルクルらと同世代で、戦後のドイツ系指揮者払底を解消して登場した一群に属する。ドイツ・イタリアオペラの名匠として知られるが、20世紀から21世紀の映画音楽、オペレッタ、宗教音楽に至るまで、豊富なレパートリーを誇る。特に、リヒャルト・シュトラウスのオペラは評価が高い（代表的な録音・録画として「カプリッチョ」がある）。また、ミュンヘン放送管弦楽団を指揮して、近年では激減してしまったオペラ(オペレッタ)全曲のスタジオ録音活動を継続して行っている。
日本の新国立劇場の常連指揮者でもある。「フィガロの結婚」（2003年）、「エレクトラ」（2004年）、「西部の娘」（2007年）、「アラベラ」（2010-11年シーズン開幕公演）などを指揮。